# يان كليف
يان كليف (بالإنجليزية: Ian Cliff)‏ هو دبلوماسي بريطاني، ولد في 11 سبتمبر 1952.